# Lepidopoda heterogyna
Lepidopoda heterogyna is een vlinder uit de familie van de wespvlinders (Sesiidae), onderfamilie Sesiinae.
Lepidopoda heterogyna is voor het eerst wetenschappelijk beschreven door George Francis Hampson in 1900. De soort komt voor in het Oriëntaals gebied.